# Стоян Белинов
Стоян Иванов Белѝнов е български лекар оториноларинголог и общественик. Той е основоположник на българската оториноларингологична научна школа. Професор в Софийския университет.

## Биография
Роден е на 30 март 1872 г. в Котел. През 1897 г. завършва медицина в Санкт Петербург. След това специализира във Виена в 1905 – 1906 г. и в Санкт Петербург през 1907 – 1908 г. Той е основоположник и началник (1909 – 1923) на първото отделение по ушни, носни и гърлени болести в Александровска болница. През 1923 г. е избран за доцент, а в 1926 г. – за професор. От 1923 до 1940 г. е декан на Медицинския факултет на Софийския университет. През 1934 г. става инициатор за създаването на Дружеството за закрила на глухонемите. Умира по време на бомбардировка на 10 януари 1944 г. в София.
Стоян Белинов работи върху методи за изваждане на чужди тела от дихателните пътища, лечение при изгаряния на хранопровода. Автор е на учебника „Болестите на ухото, носа и гърлото“ през 1936 г.
Стоян Белинов работи върху историята на Александровската болница и издава основополагащ труд за всеки, който се занимава с тази тема.

## Памет
На професор Стоян Белинов е наречена улица в квартал „Овча купел“ в София (Карта).